# Przyrząd optyczny
Przyrząd optyczny, urządzenie optyczne – instrument służący do zmiany drogi promieni światła (czasem także promieniowania elektromagnetycznego o innej długości fali).
W zależności od konstrukcji, służyć może do różnych celów, na przykład obserwacji obiektów trudno rozpoznawalnych lub nierozpoznawalnych za pomocą nieuzbrojonego ludzkiego oka (zbyt małych), obserwacji obiektów zasłoniętych dla bezpośredniej obserwacji, projekcji lub ekspozycji obrazów, nadania oświetleniu odpowiedniego kierunku i kształtu lub korekty wad wzroku. Do przyrządów optycznych zaliczane są:

- aparat fotograficzny
- camera obscura
- diaskop
- epidiaskop
- episkop
- grafoskop
- lorneta
- luneta
- lupa
- kalejdoskop
- kamera filmowa lub kamera wideo
- mikroskop
- monokl
- okulary
- peryskop
- powiększalnik
- projektor
- reflektor
- rzutnik przeźroczy
- teleskop
- zwierciadło optyczne.

Do elementów aktywnych (zmieniających drogę promieni) wchodzących w skład bardziej skomplikowanych przyrządów optycznych należą: obiektyw, okular, soczewka, układ optyczny, pryzmat, zwierciadło.
Do elementów pomocniczych należą pierścień pośredni, tubus.